# Lazar Remen
Lazar Remen (Eliezer Remen, ur. 1907 w Białymstoku, zm. 1974) – polsko-niemiecko-izraelski lekarz żydowskiego pochodzenia. Jako pierwszy zaproponował stosowanie prostygminy w leczeniu miastenii.
Uczęszczał do żydowskiego gimnazjum w Białymstoku. Studiował na Uniwersytecie w Jenie i Uniwersytecie w Kolonii. W 1933 emigrował do Palestyny.